# 退沙街道
退沙街道，是中华人民共和国山西省临汾市霍州市下辖的一个乡镇级行政单位。

## 行政区划
退沙街道下辖以下地区：
什林村、坡底村、姚村、退沙村、朱杨庄村、许村、枣洼村、王庄村、煤电集团李雅庄社区和什林煤矿社区。